# Омар Мармуш
Омар Халед Мохамед Абд Елсала Мармуш (на арабски: عمر خالد محمد مرموش) е египетски футболист, играещ като нападател за английския Манчестър Сити и националния отбор на Египет. Вицешампион в Купата на африканските нации 2021. През 2024 на Купата на африканските нации 2023 вкарва първия гол срещу Гана при равенството 2:2 в групите.

## Успехи
Волфсбург II
- Регионаллига (Север)
  -  Шампион (1): 2018/19[1]

 Египет
- Купа на африканските нации 2021
  -  Финалист (1): 2021[2]

Индивидуални
- Новак на месец септември 2021, март 2022